# Champvans (Jura)
Champvans és un municipi francès situat al departament del Jura i a la regió de Borgonya - Franc Comtat. L'any 2007 tenia 1.402 habitants.

## Demografia

### Població
El 2007 la població de fet de Champvans era de 1.402 persones. Hi havia 586 famílies de les quals 164 eren unipersonals (64 homes vivint sols i 100 dones vivint soles), 221 parelles sense fills, 173 parelles amb fills i 28 famílies monoparentals amb fills.
La població ha evolucionat segons el següent gràfic:
Habitants censats

### Habitatges
El 2007 hi havia 637 habitatges, 596 eren l'habitatge principal de la família, 5 eren segones residències i 36 estaven desocupats. 520 eren cases i 117 eren apartaments. Dels 596 habitatges principals, 426 estaven ocupats pels seus propietaris, 167 estaven llogats i ocupats pels llogaters i 3 estaven cedits a títol gratuït; 2 tenien una cambra, 40 en tenien dues, 88 en tenien tres, 146 en tenien quatre i 320 en tenien cinc o més. 505 habitatges disposaven pel capbaix d'una plaça de pàrquing. A 268 habitatges hi havia un automòbil i a 276 n'hi havia dos o més.

### Piràmide de població
La piràmide de població per edats i sexe el 2009 era:
| Homes | Edats   | Dones |
| ----- | ------- | ----- |
| 0     | 95 o +  | 0     |
| 0     | 90 a 94 | 0     |
| 4     | 85 a 89 | 0     |
| 8     | 80 a 84 | 4     |
| 0     | 75 a 79 | 28    |
| 68    | 70 a 74 | 44    |
| 28    | 65 a 69 | 48    |
| 60    | 60 a 64 | 40    |
| 28    | 55 a 59 | 44    |
| 52    | 50 a 54 | 48    |
| 44    | 45 a 49 | 52    |
| 40    | 40 a 44 | 40    |
| 44    | 35 a 39 | 52    |
| 48    | 30 a 34 | 44    |
| 36    | 25 a 29 | 24    |
| 28    | 20 a 24 | 36    |
| 64    | 15 a 19 | 44    |
| 52    | 10 a 14 | 84    |
| 32    | 5 a 9   | 40    |
| 44    | 0 a 4   | 24    |

## Economia
El 2007 la població en edat de treballar era de 868 persones, 616 eren actives i 252 eren inactives. De les 616 persones actives 564 estaven ocupades (312 homes i 252 dones) i 51 estaven aturades (18 homes i 33 dones). De les 252 persones inactives 97 estaven jubilades, 88 estaven estudiant i 67 estaven classificades com a «altres inactius».

### Ingressos
El 2009 a Champvans hi havia 606 unitats fiscals que integraven 1.437 persones, la mediana anual d'ingressos fiscals per persona era de 18.444 €.

### Activitats econòmiques
Dels 45 establiments que hi havia el 2007, 5 eren d'empreses extractives, 1 d'una empresa alimentària, 6 d'empreses de fabricació d'altres productes industrials, 8 d'empreses de construcció, 10 d'empreses de comerç i reparació d'automòbils, 1 d'una empresa de transport, 1 d'una empresa d'hostatgeria i restauració, 1 d'una empresa immobiliària, 2 d'empreses de serveis, 6 d'entitats de l'administració pública i 4 d'empreses classificades com a «altres activitats de serveis».
Dels 9 establiments de servei als particulars que hi havia el 2009, 1 era una oficina de correu, 1 fusteria, 3 lampisteries, 1 empresa de construcció, 2 perruqueries i 1 restaurant.
Dels 3 establiments comercials que hi havia el 2009, 1 era una botiga de més de 120 m², 1 una botiga de menys de 120 m² i 1 una fleca.
L'any 2000 a Champvans hi havia 11 explotacions agrícoles que ocupaven un total de 792 hectàrees.

## Equipaments sanitaris i escolars
L'únic equipament sanitari que hi havia el 2009 era una farmàcia.
El 2009 hi havia 1 escola maternal i 1 escola elemental.

## Poblacions més properes
El següent diagrama mostra les poblacions més properes.